# Reba (album)
Reba è un album in studio della cantante di musica country statunitense Reba McEntire, pubblicato nel 1988.

## Tracce
1. So, So, So Long – 3:40 (Lisa Palas, Alan Taylor)
2. Sunday Kind of Love – 3:00 (Barbara Belle, Anita Leonard, Louis Prima, Stan Rhodes)
3. New Fool at an Old Game – 3:49 (Steve Bogard, Rick Giles, Sheila Stephen)
4. You're the One I Dream About – 3:38 (Pamela Brown, Teresa Jackson)
5. Silly Me – 4:14 (Ben Weisman, Roberts Etoll)
6. Respect – 2:39 (Otis Redding)
7. Do Right by Me – 3:37 (Bogard, Giles)
8. I Know How He Feels – 3:20 (Rick Bowles, Will Robinson)
9. Wish I Were Only Lonely – 3:56 (Bogard, Giles)
10. Everytime You Touch Her – 3:52 (Pam Rose, Pat Bunch, Mary Ann Kennedy)